# Frankiwsk Iwano-Frankiwsk
Frankiwsk Iwano-Frankiwsk (ukr. Баскетбольний клуб «Франківськ» Івано-Франківськ, Basketbolnyj Kłub "Frankiwśk" Iwano-Frankiwśk) – ukraiński klub koszykarski kobiet, mający siedzibę w mieście Iwano-Frankiwsk. Wielokrotny uczestnik mistrzostw Ukrainy w Superlidze.

## Historia
Chronologia nazw:
- 1996—2005: BK "Stanisławów" (ukr. БК «Станиславів» Івано-Франківськ)
- 2005—2008: BK "Frankiwsk" (ukr. БК «Франківськ» Івано-Франківськ)
- 2008—2009: BK "Hałyćka Akademija" Iwano-Frankiwsk (ukr. БК «Галицька академія» Івано-Франківськ)
- 2009: BK "Frankiwsk" Iwano-Frankiwsk

W 1996 roku trener Dziecięco-Młodzieżowej Szkoły Sportowej w Iwano-Frankiwsku Jurij Procyuk zorganizował drużynę BC "Stanisławow". Przez kilka lat zespół ten ograniczał się wyłącznie do udziału w turniejach dziecięcych i młodzieżowych. 
Po reorganizacji klubu w 2005 roku jego zawodnicy ostatecznie zaczęli rywalizować w mistrzostwach Ukrainy wśród drużyn dorosłych.
W 2008 roku zaczął opiekować się klubem koszykówki Iwano-Frankiwski Instytut Zarządzania i Ekonomii «Hałyćka Akademija», co również wpłynęło na zmianę nazwy. Zespół natychmiast dołączył do nowo utworzonej Ukraińskiej Profesjonalnej Ligi Koszykówki (UPBL) i w pierwszym sezonie zajął 6. miejsce na 10 drużyn. 
W następnym sezonie (2009/10) kierownictwo klubu po konsultacji z przedstawicielami i liderami Rady Miejskiej w Iwano-Frankowsku postanowiło zmienić nazwę klubu na BK Frankiwsk. 
W następnym sezonie 2011 zespół awansował na czwartą lokatę. Po rozwiązaniu UPLB, klub dołączył do Wyższej Ligi w sezonie 2011/12 i powtórzył wynik poprzedniego sezonu – 4. miejsce. Sezon 2012/13 zakończył na ostatnim 6. miejscu, wygrywając tylko 2 mecze z 30. Ale już w sezonie 2014/15 klub osiągnął swój największy w tym czasie sukces, zdobywając brązowe medale. 
W 2016 klub spadł na czwartą pozycję. Kolejne 2 sezony klub występował w Wyższej Lidze Ukrainy. W 2016/17 zwyciężył w lidze, a w 2017/18 był drugim. 
Od sezonu 2018/19 zespół ponownie występował w Superlidze. W tym turnieju w sezonie 2020/2021 zawodnicy BC "Frankiwsk" zajęli czwarte miejsce.
Sezon 2022/2023 stał się wyjątkowy w historii klubu z Iwano-Frankowska. Pod koniec 2022 roku BC "Frankiwsk" zgłosił się do udziału w turnieju  European Women’s Basketball League (EWBL). Według wyników rywalizacji grupowej «pantery» dotarły do finałowej czwórki. I choć ponieśli w finałe dwie porażki, europejski debiut klubu w EWBL można ogólnie ocenić jako udany. 
W tym sezonie drużyna J. Prociuka również po raz pierwszy została mistrzem Ukrainy. Koszykarze BC "Frankiwsk" odnieśli 22 zwycięstwa i nie stracili ani jednego punktu turniejowego.

## Sukcesy
- Złoty medal mistrzostw Ukrainy : 2023
- Brązowy medal mistrzostw Ukrainy : 2015

## Struktura klubu

### Stadion
Klub koszykarski rozgrywał swoje mecze domowe w hali Kompleksu Sportowego FOK w Iwano-Frankiwsku, który może pomieścić 1000 widzów.